# Artatza Foronda
Artatza Foronda/Artaza de Foronda és un poble i concejo pertanyent al municipi de Vitòria. Tenia 6 habitants en (2007). Forma part de la Zona Rural Nord-oest de Vitòria. Es troba a uns 564 msnm a la Planada Alabesa. Estava integrat dins el municipi de Foronda fins que el 1975 fou incorporat a Vitòria.

## Demografia
| 2000 | 2001 | 2002 | 2003 | 2004 | 2005 | 2006 | 2007 |
| ---- | ---- | ---- | ---- | ---- | ---- | ---- | ---- |
| 5    | 9    | 6    | 6    | 6    | 6    | 6    | 6    |

## El poble actualment
El poble d'Artatza Foronda compta amb 4 edificis dempeus i una antiga ermita derruïda, l'ermita de San Miguel. Els edificis que en l'actualitat romanen en peus són 3 cases rurals i l'Església de San Pedro. El poble s'organitza de l'Església cap a Foronda al llarg d'un pendent.
És un poble que s'ha conservat tal com era en segles passats, ja que en ell no s'ha construït cap edifici de nova construcció. Tots l'edificis que podem trobar en la localitat tenen estructura de fusta. La construcció tipus del llogaret són cases de planta baixa, primera i golfa amb terreny propi entorn de la casa i antigues quadres i cortines.